# 杜福安
杜福安（1951年—），臺灣漫畫家、動畫家及中華漫畫家協會理事，畢業於復興美工，擅長臺灣文化題材的創作，致力推動臺灣島史觀，曾參與迪士尼動畫《小美人魚》原畫構圖一職。

## 作品
- 《島嶼的誕生》（2002年）
- 《美麗大地的子民》（2002年）[3]
- 《漫畫台灣歷史》（2012年）[1]
- 《烈火中的二二八》（2012年）[4]
- 《愛與奉獻：馬偕的故事》（2015年）[5]